# Trained Teens
Trained Teens – amerykański film pornograficzny z 2002 r. w reżyserii Julesa Jordana, który zagrał również jedną z głównych ról. Producentem była firma Evil Angel. Za scenę triolizmu (tzw. "trójkąta”) z udziałem Gauge, Aurory Snow i Jordana film zdobył nagrodę X-Rated Critics' Organization, USA za najlepszą scenę triolizmu.

## Aktorzy
- Jay Ashley
- Mark Ashley
- Stacy Carpenter (jako Stacy)
- Gauge
- Jules Jordan
- Malorie Marx
- Brett Rockman
- Aurora Snow
- Krystal Steal
- Felix Vicious

## Fabuła
Film składa się z pięciu scen.
W pierwszej scenie występują: Aurora Snow (także w scenie seksu analnego), Gauge (także w scenie seksu analnego) i Jules Jordan.
W drugiej scenie występują: Krystal Steal (także w scenie wytrysku na twarz), Brett Rockman i Jules Jordan.
W trzeciej scenie występują: Stacy Carpenter (także w scenie seksu analnego i wytrysku na twarz) i Jules Jordan.
W czwartej scenie występują: Malorie Marx (także w scenie seksu analnego) i Jules Jordan.
W piątej scenie występują: Felix Vicious (także w scenie wytrysku na twarz), Brett Rockman i Mark Ashley.

## Recenzje
Recenzent PL z serwisu WCA określił scenę wytrysku na twarz: To była naprawdę wspaniała scena, jedna z najlepszych, jakie kiedykolwiek widziałem (This is a really AWESOME scene, one of the best I have ever seen). Zwracał uwagę, że w drugiej scenie przydałoby się więcej zbliżeń, w trzeciej aktorka nie była zbyt entuzjastyczna w scenach seksu analnego. W czwartej chwalił, że Malorie Max przez cały czas nosi okulary. Był zdania, że Felix Viscious lepiej prezentowała się w scenach 1 na 1 niż w scenach z dwoma partnerami.
Gabriel Nine z Adult DVD Talk również chwalił sceny z udziałem Gauge i Aurory Snow.
Goldmember z Adult DVD Talk najlepiej ocenił sceny z udziałem Krystal Steel: Dlaczego? Ponieważ kocham tyłek Krystal Steel tak mocno. I tak, ponieważ wygląda zupełnie jak Christina Skankuilera (Because I love Krystal Steel's ass that much. And yes she does look a whole lot like Christina Skankuilera). Jego zdaniem w pierwszej scenie aktorzy nie sprawiali wrażenia zadowolonych. Nie był też zadowolony ze scen seksu analnego z udziałem Malorie Marx.

## Nagrody
- X-Rated Critics' Organization, USA (2003) – za najlepszą scenę triolizmu